# Góralkowce
Góralkowce, góralki (Hyracoidea) – rząd ssaków z infragromady ssaków łożyskowych (Palecentalia), do którego zaliczana jest tylko jedna żyjąca współcześnie rodzina – góralkowate (Procaviidae). Góralki zamieszkują Afrykę i zachodnią część Azji. Wykazują pokrewieństwo z trąbowcami i brzegowcami, z którymi wspólnie zaliczane są do afroterów. Kilkanaście ze znanych gatunków i podgatunków góralków uważanych jest za zagrożone wyginięciem.

## Charakterystyka
Góralki to zwierzęta o gęstym futrze z bardzo krótkim niewielkim ogonem. Większość z nich jest wielkości kota domowego, od 30 do 70 cm długości. Ważą od 2 do 5 kg. Widziane z większej odległości mogą być łatwo mylone z dobrze odżywionymi królikami, bądź świnkami morskimi. Sierść składa się z włosów wełnistych i ościstych. Na całym ciele rozmieszczone są włosy czuciowe (zatokowe). Krótkie kończyny góralków nie są pokryte sierścią. Posiadają płaskie, zaokrąglone, szczątkowe kopytka, z wyjątkiem wewnętrznych palców tylnych kończyn, które są zakończone ostrym pazurem. Półkule mózgu są słabo pofałdowane. Góralki mają dobrze rozwinięte ośrodki węchowe i narząd Jacobsona.
W naturalnym środowisku większość czasu spędzają na „baraszkowaniu” po skałach, bądź w przypadku Dendrohyrax arboreus po drzewach. Nie kopią nor. Gatunki nadrzewne żyją zwykle samotnie, a skalne tworzą stada. W żerującym lub odpoczywającym stadzie jeden z osobników pełni funkcję strażnika obserwującego otoczenie. W przypadku wykrycia zagrożenia głośnym dźwiękiem ostrzega stado. W zależności od gatunku prowadzą dzienny lub nocny tryb życia. Są roślinożerne, nie gardzą też owadami i ich larwami. Ciąża u góralków trwa 7-8 miesięcy, na świat przychodzi od 1 do 6 młodych. Góralki w niewoli dożywają siedmiu lat.

## Ewolucja gatunków
Współcześnie żyjące góralki reprezentowane są przez gatunki grupowane w trzech rodzajach rodziny Procaviidae. W przeszłości występowało więcej rodzajów góralków i zasięg ich występowania był o wiele większy. Najstarsze ślady ich występowania odkryto w warstwach sprzed 60 milionów lat. Przez długi okres góralki były dominującymi roślinożercami na terenie kontynentu afrykańskiego. Odnaleziono pozostałości różnych gatunków, z których największe były wielkości małego konia, najmniejsze dzisiejszej myszy.
W okresie miocenu (5–23 mln lat temu) góralki zaczęły być wypierane przez prężnie rozwijające się wołowate (Bovidae), które zaczęły spychać je na tereny mniej zasobne w pokarm. Pomimo tego zasięg występowania góralków pod koniec pliocenu (około 2 mln lat temu) zaczął obejmować tereny Afryki, Azji i Europy.
Potomkowie dużych góralków ewoluowali w różny sposób. Część z nich dała początek rodzinie dzisiejszych niedużych góralkowatych. Naukowcy widzą pokrewieństwo góralków ze słoniowatymi i brzegowcami. Potwierdzenie teorii znaleziono m.in. w badaniach DNA góralków. Zwierzęta te, podobnie jak słonie, posiadają szczątkowe kopytka, elastyczne poduszeczki pod stopami, doskonały słuch, dobrą pamięć, rozwinięte funkcje mózgowia w porównaniu do innych, blisko spokrewnionych ssaków. Ich jądra nie zstępują do worka mosznowego. Niektóre kości góralków i słoni mają podobny kształt.
Chociaż zarówno góralki jak i słonie zaliczane są do tego samego kladu zwanego afroterami (Afrotheria), wcale nie są najbliższymi sobie w sensie ewolucyjnym łożyskowcami. Góralki i słonie są bardziej bliskie syrenom niż sobie nawzajem. Chociaż wszystkie cztery grupy wywodzą się z tego samego pnia ewolucyjnego, argumenty morfologiczne i molekularne przemawiają za wcześniejszym wyodrębnieniem się z tej grupy rzędu góralków.

## Dzisiejsze góralki
Współczesne góralki wykazują niektóre typowe cechy charakterystyczne dla pierwotnych ssaków, np. słabo rozwinięty system regulacji temperatury ciała powoduje, podobne jak u gadów, kulenie się w celu utrzymania ciepła oraz tendencje do wygrzewania się na słońcu. W odróżnieniu od większości pasących się roślinożerców, góralki nie mają silnie rozwiniętych siekaczy, które ułatwiałyby im skubanie liści i traw. Używają w tym celu tylnych zębów. Nie potrafią też, jak parzystokopytne czy kangurowate, odłykać pokarmu do jamy gębowej. Góralki posiadają jednak rozbudowany, wielokomorowy żołądek, w którym symbiotyczne bakterie pomagają w rozkładaniu masy pokarmowej. Zwierzęta te żywią się przede wszystkim niskopiennymi roślinami i trawą.

## Systematyka
Do rzędu góralkowców należy jedna występująca współcześnie rodzina:
- Procaviidae O. Thomas, 1892 – góralkowate

Opisano również rodziny wymarłe:
- Geniohyidae Andrews, 1906
- Pliohyracidae Osborn, 1899
- Saghatheriidae Andrews, 1906
- Titanohyracidae Matsumoto, 1926

Opisano również rodzaje wymarłe o niepewnej pozycji systematycznej:
- Dimaitherium Barrow, Seiffert & Simons, 2010[19] – jedynym przedstawicielem był Dimaitherium patnaiki Barrow, Seiffert & Simons, 2010
- Namahyrax Pickford, Senut, Morales, Mein & Sánchez, 2008[20] – jedynym przedstawicielem był Namahyrax corvus Pickford, Senut, Morales, Mein & Sánchez, 2008
- Rukwalorax Stevens, O’Connor, E.M. Roberts & Gottfried, 2009[21] – jedynym przedstawicielem był Rukwalorax jinokitana Stevens, O'Connor, Roberts & Gottfried, 2009

## Konotacje historyczne
Starożytni feniccy żeglarze wzięli króliki z Półwyspu Iberyjskiego za znane m.in. z Ziemi Świętej i Biblii góralki (hebr. szafan), nazywając odwiedzaną przez siebie krainę I-szaphan-im, tzn. ziemia góralków. Współczesna nazwa państwa u zachodnich wybrzeży Morza Śródziemnego wywodzi się od zlatynizowanej nazwy fenickiej: łacińskie Hispania, angielskie Spain, polskie Hiszpania.

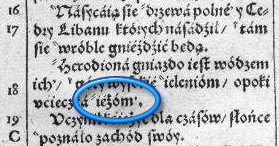
Zaznaczone błędne tłumaczenie hebr. שָּׁפָן jako jeżom w tekście Biblii ks. Wujka wydanej w 1599

W Księdze Przysłów jest mowa o góralkach, które budują nory w skałach (por. Prz 30,26). W sumie w Starym Testamencie góralek występuje cztery razy: Kpł 11,5; Pwt 14,7; Ps 104,18 oraz w wymienianej już Prz 30,26.
Góralki nie były znane w średniowiecznej Europie. W tłumaczeniach Biblii na języki europejskie próbowano hebrajską nazwę góralka שָּׁפָן szafan oddać na różne sposoby. W przypadku polskich tłumaczeń: w Biblii Wujka na jeż, w Biblii brzeskiej na królik, w Biblii warszawskiej jako świstak. W Biblii Tysiąclecia pojawia się prawidłowe tłumaczenie hebr. szaphan: góralek, ale tylko raz; w pozostałych przypadkach przywoływane są świstak, królik i borsuk. Czesław Miłosz, tłumacząc Księgę Psalmów, za ks. Jakubem Wujkiem użył terminu jeż. Marcin Luter w swoim przekładzie zdecydował się na królika. Przy okazji wspomnieć należy, iż króliki w ogóle nie występują na Bliskim Wschodzie, stąd nie wspominają o nich autorzy biblijni. Góralki są niekoszerne.